# Astragalus littoralis
Astragalus littoralis là một loài thực vật có hoa trong họ Đậu. Loài này được (Hook.) J. Rousseau miêu tả khoa học đầu tiên năm 1933.